# 成德 (崇禎進士)
成德（？—1644年），原名张成德，字玄升，霍州人，依舅氏占籍懷柔，明朝政治人物。

## 生平
崇祯四年（1631年），登进士，授滋阳县知县，個性剛介，清操絕俗，疾惡若仇，因和温体仁交恶，被诬陷逮捕入京，杖六十戍边，居戍所七年。之后监察御史詹兆恒举荐，担任如皋知县，后擢武库主事。后明朝灭亡，成德聞帝崩，痛哭，持雞酒奔東華門，叩拜皇帝遺體後，全家自縊殉國。。《明史》有傳。

## 延伸阅读
[在维基数据编辑]
 《明史卷二百六十六》，出自《明史》